# Měna s nuceným oběhem
Měna s nuceným oběhem či peníze s nuceným oběhem jsou peníze vytvořené mocí úřední, tedy takové peníze, jejichž hodnota je stanovena zákonem. Měna s nuceným oběhem se objevuje i pod názvy zákonná měna, fiat měna (obdobně fiat peníze), kde slovo fiat je ve významu rozkaz či nařízení (v angličtině) nebo budiž tak (v latině). Měna s nuceným oběhem je zákonné platidlo, neboť jí lze splácet úvěry a finanční obligace. Mezi měny s nuceným oběhem patří všechny současné státní/národní měny.
I měny s nuceným oběhem mohou být kryty zlatem nebo jinými komoditami, ale od zrušení Brettonwoodského systému tomu tak není. Výjimkou může být malý zlomek tzv. reprezentativních peněz, typicky mincí ražených ze zlata a stříbra. Nekryté peníze nemohou vzniknout spontánně na trhu, vznikají pouze nařízením státu či panovníka, a nedají se (na rozdíl od komoditních peněz) použít k ničemu jinému, než k nepřímé směně.
Některé měny s nuceným oběhem mohou fungovat nadnárodně (euro vydávané ECB), jiné může užívat více nezávislých států (např. americký nebo australský dolar). V případě České republiky je měnou s nuceným oběhem koruna česká, kterou Zákon č. 6/1993 o České národní bance definuje v hlavě čtvrté, §12, §13, §16 pod pojmem „zákonné peníze“.

## Charakteristika
Určitým protikladem (současně však i alternativou) proti měně národní je doplňková měna. Rozdíl je například v rozsahu té které měny a v povinnosti jí platit určité položky v občansko-právních vztazích každého občana; některé doplňkové měny též nejsou zatíženy některými daněmi. Rozdíl po právní stránce (právní rámec zákonné měny) obsahuje mimo jiné:
- občan daného státu je automaticky účastníkem jeho peněžního systému v jeho měně
- daňový poplatník má povinnost platit daně v zákonné (fiat) měně
- při platbě pohledávky věřitel nemůže fiat měnu odmítnout
- každé peníze zákonem určené jako zákonné platidlo jsou automaticky chápány jako peníze s nuceným oběhem[5]
- zákaz kumulace a poškozování
- státní či soukromé banky (s patřičnou licencí) mají pověření vydávat zákonnou měnu coby bankovní kredit z úvěrových účtů, které u svých klientů vedou, nebo ji naopak přijímat k navýšení stavu účtu či splácení debetního úvěru
- Subjektem rozhodujícím, kdy a v jaké míře bude měna s nuceným oběhem emitována do systému, je centrální banka dané země. Ta tuto měnu fyzicky netiskne/nerazí, ale žádá o to třetí subjekt (státní mincovnu, tiskárnu bankovek).

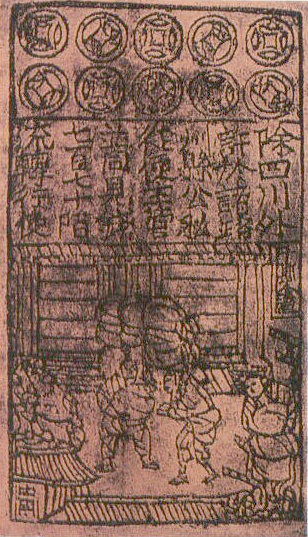
Jiaozi je považována za první papírovou měnu

## Historie

### Čína
První zákonná měna se objevila v Číně a její používání se rozšířilo během dynastie Jüan a Ming. Dynastie Sung (960–1279) byla první, která zavedla papírové bankovky (státovky), zvané ťiao-c' (交子, jiaozi). V 10. století byly vydány v několika hodnotách určitého množství zlata, stříbra nebo hedvábí a opatřeny několika razítky proti padělání. Směna však nebyla v praxi povolena. Počítalo se s tím, že každá z bankovek bude v oběhu tři roky, po nichž se vymění za novou za 3% poplatek. Jen malá část z bankovek se však vrátila zpět, a protože byly vytištěné nové, nastala inflace. Ani nařízení, že se s ťiao-c' bude platit část daní, situaci nezvrátilo a ťiao-c' postupně upadly v nemilost.
Dynastie Jüan, která následovala po Sung, již počítala s tím, že bude papírová měna součástí měnového systému v zemi. Byla první dynastií, která používala papírovou měnu jako převládající oběhové platidlo. Zakladatel této dynastie, Kublajchán, dal za své vlády tisknout papírovou měnu zvanou čchao (钞, chao). V roce 1294 se tisk čchao pokusil zfalšovat perský ilchán Gajchatu, aby tak refundoval své prostopášné vládnutí, ale krátce poté byl zavražděn.
Ve svých zápiscích z cestování se o čchao zmiňuje i Marco Polo, který se podivuje nad důvěrou v toto platidlo. Princip zástupné hodnoty papírové měny byl pro něj dosud cizí.

### Evropa
V politicky roztříštěném středověku vznikaly a zanikaly různé měny, což mělo vždy stejný průběh. Panovník měnu založil měnovou reformou, přičemž obsah drahého kovu se v mincích postupně snižoval, až se snížil natolik, že se hodnotě mince přestalo důvěřovat a ta se vytratila. To byla podoba středověké inflace. Existence několika druhů mincí najednou, které bylo třeba směnit, vedla v té době ke vzniku bank (z italského banco - lavice, na níž směnárník seděl). Tato situace i přesto obchod velmi komplikovala, a proto se hlavně v pozdním středověku panovníci snažili měnu centralizovat, případně stanovovat i její směnný poměr.
K posunu k zákonné měně pomohlo ještě několik dalších vlivů. Prvním byla existence směnek a druhým rozvoj obchodu a vyšší válečné výdaje, které v raném novověku přinesly nouzi o drahé kovy. Tento problém zvětšil také španělský import stříbra z Ameriky, který prudce srazil jeho cenu v porovnání se zlatem a zpochybnil ho jako základ měny. Velmistr Maltézského řádu na to za války s Turky roku 1565 zareagoval ražením drobné měděné mince s nápisem „Ne kov, nýbrž důvěra“ (lat. Non aes sed fides). Hodnota mince tedy přestávala záviset na obsahu kovu a začal být dána pouze rozhodnutím panovníka a ochotou trhu minci v té hodnotě přijímat.

#### Anglie
Směnky se staly v tomto trendu vhodným pomocníkem, jak je vidět například na anglické tally sticks, tzv. záznamové destičce se zářezy, které označovaly sumu. Destička se rozlomila na dvě poloviny, jednu část získal věřitel, druhou dlužník. Jméno věřitele se zapisovalo přímo na destičku a dlužníkem byla Královská pokladna. Tyto destičky zavedl Jindřich I. Anglický okolo roku 1100. Měly s nimi být placeny daně a měly vyřešit nedostatek zlata. Destičky původně představovala potvrzení o zaplacení daně. První polovinu si nechal výběrčí a druhou plátce. Postupně se z ní však stalo platidlo, které bylo v Anglii v oběhu 726 roků a bylo zrušeno až v roce 1826.

#### Itálie
Další zajímavý příklad směnek se objevil na počátku 12. století v severoitalských městech, především v Benátkách. Jejich vznik byl motivován živým obchodním ruchem, který zahrnoval i obchod mezi italskými a dalšími evropskými městy. Obchod obvykle komplikovala různost měn v cizích zemích. Obchodník proto musel často svou měnu měnit za cizí. Komplikace nastávaly i kvůli zákazu vyvážet měny, a nakonec kvůli tomu, že obchodník byl nucený sebou vozit velkou sumu peněz. Riskoval tedy přepadení. Proto se staly směnky vhodným nástrojem k placení. Odpadl s nimi problém se směnou za cizí měnu i riziko přepadení. Tím vznikly směnky vlastní. Díky své spolehlivosti pak byly používány jako platební prostředek na úkor reálných peněz představovaných mincovní soustavou z drahých kovů.
Další použití papírových peněz zaznamenal Irving Washington. Nouzově je používali Španělé během obléhání Granady v letech 1482–1492.

#### Švédsko
Nouze zavedla papírové peníze i do dalších částí Evropy, kde se staly náhradou za nevyhovující nebo nedostatkové kovové mince. Ve Švédsku byly v 17. století platebním prostředkem měděné pláty, které se brzy staly pro svou hmotnost a kvůli rychle ztrácející hodnotě nevhodné. Nizozemský obchodník Johan Palmstruch, který v roce 1657 založil Stockholmskou banku, proto navrhl vydávání dočasných papírových peněz. Ty bylo možné kdykoliv vyměnit za měděné nebo stříbrné mince. Počáteční úspěch ale vedl k vydání přílišného množství bankovek. Stockholmská banka neměla dostatek kovových platidel k výměně a v roce 1667 zkrachovala. Tisk papírových peněz si nakonec vzal na starost švédský parlament.

#### Čechy
Bankovky se nicméně rychle začaly šířit i do dalších zemí Evropy. Na území Čech se první papírové peníze objevily v roce 1762. Tehdy byly za vlády Marie Terezie vydány takzvané bankocedule[zdroj?] (též bankocetle). Název vznikl podle označení na bankovkách Wiener Stadt Banco Zettel. Jejich vydání mělo splatit státní dluh, který vznikl po sedmileté válce s Pruskem. I tyto papírové peníze však postupně přicházely o jakékoliv krytí, roku 1811 tak přišel státní bankrot a konec bankocedulí.
O pět let později byla ve Vídni zřízena národní banka, jejímž úkolem bylo vydávat bankovky a udržovat měnu. Po vyhlášení samostatnosti Československé republiky v roce 1918 platila v ČSR i nadále rakousko-uherská měna, československá měna se osamostatnila až v roce 1919.

#### Francie
Také ve Francii doprovázel první zavedení papírových peněz bankrot. Válka o dědictví španělské, ve které Anglie a Francie patřily k hlavním aktérům, vyprázdnila jejich státní pokladny. Francii navíc sužovala lidová povstání a hrozil hospodářský kolaps. Když "král Slunce" Ludvík XIV prvního září 1715 zemřel, zanechal státní dluh ve výši 2,4 miliardy livrů (livre = tehdy platná stříbrná mince). Zemi hrozil státní bankrot a regentská vláda vévody Filipa Orleánského, který vládl za nedospělého Ludvíka XV., hledala jakékoliv východisko.
Tehdy nadešla chvíle pro anglického dobrodruha Johna Lawa. Ten byl 5. května 1716 zplnomocněn královským výnosem založit Všeobecnou banku (Banque Generale). To učinil a rozpoutal historicky první vědomou a chtěnou inflaci. Správně rozpoznal, že peníze nejsou hodnotou, ale prostředkem směny hodnot. Chyboval však v tom, když si myslel, že nezáleží na množství peněz v oběhu, ale jen na rychlosti jejich oběhu – v bohaté společnosti byl dle něj oběh peněz rychlý, kdežto v chudé pomalý. Chtěl proto emitovat velké množství i nekrytého oběživa, aby se oběh peněz zrychlil, zákon nabídky a poptávky rozhýbal hospodářství a společnost zbohatla.
Následkem dalších jeho kroků byl v roce 1720 státní bankrot, jehož následky přispěly i ke vzniku Francouzské revoluce.
V Rakousku a dalších evropských zemích byly papírové peníze a povinnost je přijímat uzákoněny až v souvislosti s krytím státních dluhů po napoleonských válkách, a lidé se jim velmi dlouho bránili.

### Kanada
V 17. století se v Nové Francii, nyní část Kanady, obchodovalo pomocí bobřích kůží. S rozšiřující se kolonií se začaly více používat i mince z Francie, kterých byl obvykle nedostatek. V roce 1685 se snížily vlivem neúspěšných vojenských expedicí proti Irokézům a nižších příjmů z daní vládní peněžní rezervy. Obvykle by to bylo řešeno zpožděním plateb obchodníkům za nákupy, ale v případě plateb vojákům tu bylo riziko vzpoury. Proto Jacques de Meulles přišel s geniálním řešením, dočasným vydáním papírových peněz ve formě hracích karet. Zabavil všechny hrací karty v kolonii, rozřezal je na kusy, napsal hodnotu na každý kus, podepsal je a vydával je vojákům jako náhradu za zlato a stříbro. Kvůli neustálému nedostatku všech druhů peněz v koloniích byly tyto karty přijaty obchodníky a veřejností a volně šířeny v nominální hodnotě.
Toto první použití bylo pouze dočasné. První karty byly vydány v červnu roku 1685 a za tři měsíce vykoupeny. Až o pár let později byl zpozorován jejich potenciál a guvernér Nové Francie je uznal jako oficiální oběživo.
Kanadská královská mincovna i dnes vydává peněžní hrací karty na památku své historie. V současnosti jsou však z 92,5 % stříbrné se zlatými okraji. Její vlastní hodnota tedy převyšuje jejich zákonem danou hodnotu. Banka Kanady a kanadští ekonomové tuto ranou formu papírové měny často používají k ilustraci pravé povahy peněz v Kanadě.

### Amerika
První forma zákonné měny v amerických koloniích byly úvěrové listy. Regionální vlády vydávaly stvrzenky, kterými mohli jejich držitelé platit daně, a ony s nimi chtěly platit své pohledávky. Protože však měly určitou nominální hodnotu a bylo možné je převést na lokální platidla, postupem času se začaly objevovat i v nedaňových transakcích. Stvrzenky se vyskytovaly zvláště v Pensylvánii, Virginii a Massachusetts a byly vydávány zejména na nákup stříbra, které pak vláda využila, ale zaplatila až později. I zde se objevovalo riziko inflace, ale i tak se stvrzenky uchytily a cykly deflačních klasických peněz, které následovaly inflační stvrzenky, pokračovaly celé 18. a 19. století. Často měly národy dvě měny a se stvrzenkami se obchodovalo jako se slevou ke klasické platbě.
Během Americké občanské války vydávala Federální vláda bankovky známé jako „greenbacks“. Jejich vydání bylo omezeno Kongresem na cca 340 miliónů dolarů. V roce 1878 se poprvé o bankovkách mluvilo jako o „zákonné měně“.
| Přijetí „zlatého standardu“ (papírová měna převoditelná na zlato) |      |
| Země                                                              | Rok  |
| Velká Británie                                                    | 1821 |
| Německo                                                           | 1871 |
| Švédsko                                                           | 1873 |
| Spojené státy americké (de facto)                                 | 1873 |
| Francie                                                           | 1874 |
| Belgie                                                            | 1874 |
| Itálie                                                            | 1874 |
| Švýcarsko                                                         | 1874 |
| Holandsko                                                         | 1875 |
| Rakousko-Uhersko                                                  | 1892 |
| Japonsko                                                          | 1897 |
| Rusko                                                             | 1898 |
| Spojené státy americké (de jure)                                  | 1900 |

### 20. století
Po první světové válce vlády a banky slibovaly převádět bankovky a mince na požádání na komodity, kterými byly kryty. Náklady spojené s válkou, opravami a ekonomickým růstem byly však natolik velké, že byla tato možnost později zamítnuta. Pokud se náhodou stalo, že k úplnému zamítnutí nedošlo, vlády často řešily dluhy nově vytištěnými nekrytými bankovkami. To vedlo např. ve výmarské republice k hyperinflaci.
Mezi roky 1944 a 1971 stanovila Brettonwoodská dohoda hodnotu 35 amerických dolarů na jednu trojskou unci zlata. Ostatní měny svou hodnotu odvozovaly právě od dolaru. USA také přislíbilo, že vykoupí zlatem dolary z ostatních centrálních bank. Obchodní nerovnováha byla upravována výměnou dolarů za zlato nebo půjčkami od Mezinárodního měnového fondu.
Brettonwoodský systém zkolaboval tím, co se stalo známé jako Nixonův šok. Ten představoval sérii ekonomických opatření přijatých prezidentem Spojených států Richardem Nixonem v roce 1971, včetně jednostranného zrušení přímé směnitelnosti amerického dolaru za zlato. Od té doby se globálně používá systém národních zákonných měn s volně pohyblivými směnnými kurzy mezi sebou. Od zrušení tohoto systému už měna není kryta zlatem nebo dalšími komoditami. Není ji možné vyměnit za drahý kov v pevně stanoveném poměru.
V současnosti jsou drahé kovy předmětem obchodu, jejich cena se mění, kdežto emitentem bankovek je státní banka a ručitelem měny pouze stát. Se zavedením bankovních účtů a úvěrů nemusely být peníze dokonce kryty ani kovem a od 19. století ani bankovkami. To postihuje čím dál víc měnové zásoby. Peníze dnes už nejsou ani papír, ale záznamy v počítačových systémech. Jistota v ně se tím příliš nezměnila: nadále za měnu ručí stát, nepřímo ale všichni jejich držitelé, které jsou zpravidla nuceni je přijímat.
Další související informace naleznete v článku Dějiny peněz.

### Audiovizuální záznamy
- (anglicky) G. E. Griffin o Federální rezervní bance a obecně o centrálním bankovnictví, 2009 délka 42:15
- (česky) Co jsou FIAT peníze? Vysvětleno za 4 minuty